# Jésus (format de papier)
Pour les articles homonymes, voir Jésus (homonymie).

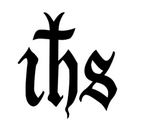
Monogramme I.H.S. tel qu'il apparaissait sur le format de papier Jésus défini par l'AFNOR.

Le jésus est un format français de papier défini par l'AFNOR avec plusieurs variantes et dont la marque portait le monogramme du Christ I.H.S., (parfois J.H.S),. Ce format était essentiellement un format utilisé par les Beaux-Arts Français et faisait d'ailleurs partie des formats les plus courants.
Le jésus existe en plusieurs formats :
- petit jésus, ou jésus de musique : 55 × 70 cm ;
- jésus : 56 × 72 cm (ou 54 × 71 cm[5]) ;
- grand jésus : 56 × 76 cm ;
- double jésus : 112 × 76 cm ;
- jésus spécial : 55 × 75 cm[5].

## Histoire

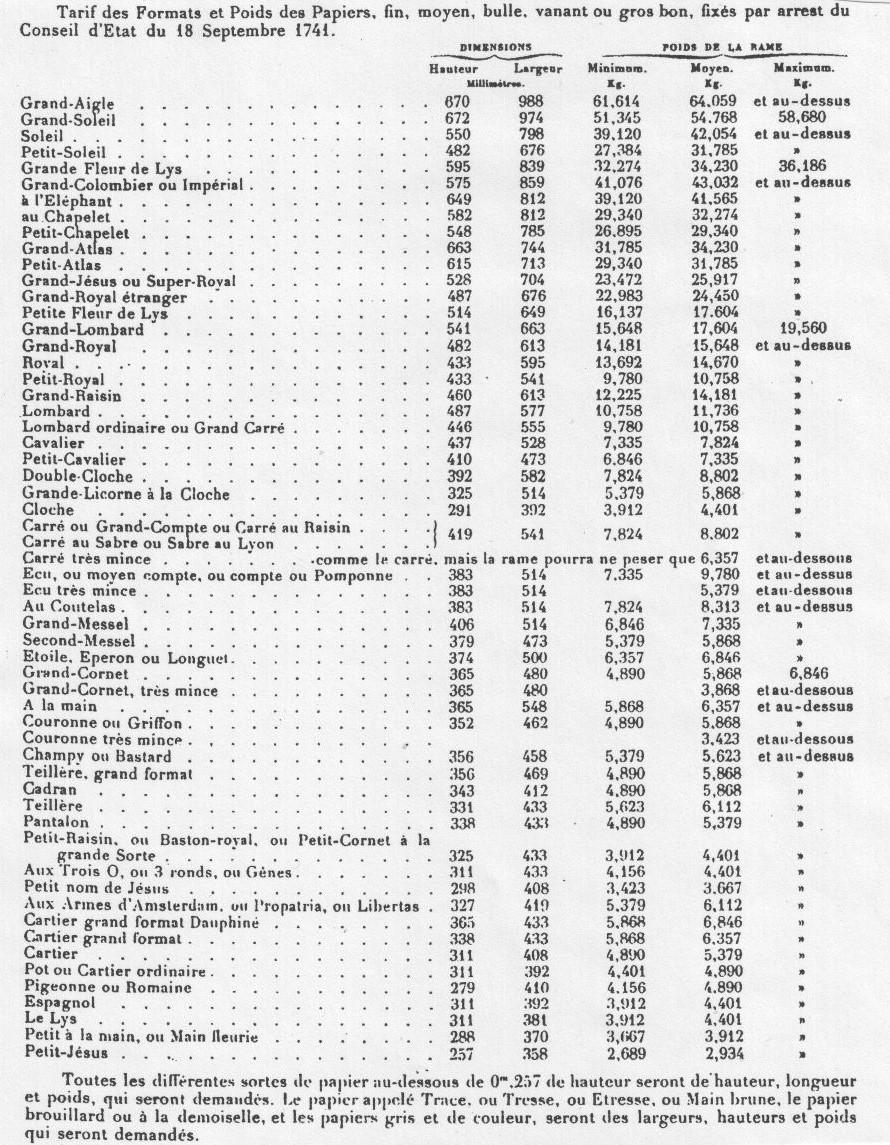
Liste des formats et poids des papiers dont les formats grand-jésus, et petit-jésus par Charles-Moïse Briquet, Dictionnaire historique des filigranes, 1903.

Au XVIIIe siècle, les 3 sortes de papier grand jésus (fabriqué dans le Limousin-Angoumois), petit nom de jésus (d'Auvergne) et petit jésus (de Tulle) sont parfois désignées sous le même nom : Nom de Jésus. Ces 3 sortes de papiers portent le même filigrane I.H.S mais ne sont pas fabriqués dans les mêmes moulins. Les différents papiers peuvent être différenciés par le format de leur feuille ou le poids de son papier.